# De weg naar het zuiden
De weg naar het zuiden is het 10de stripalbum uit de reeks Steven Sterk. Het scenario voor dit verhaal komt van Pascal Garray en Thierry Culliford. Garray tekende het verhaal ook.

## Verhaal
Meneer Pijpers wordt monteur van Victor, een beginnende autocoureur uit Blijdendorp. Victor wil meedoen met de rally "De weg naar het zuiden" en Pijpers zal hem technische bijstand geven met zijn taxi. Steven Sterk wil graag meegaan. Meneer Pijpers gaat akkoord.
Tijdens enkele aanwijzingen gaat Steven naar de auto's kijken. Hij ziet er twee mannen aan een auto sleutelen, maar krijgt niet de kans uit te zoeken waarom: meneer Pijpers wil al vertrekken om zich halverwege het parcours op te stellen voor Victor daar aankomt. Wat later blijken de twee mannen ook mee te doen aan de race. De race verloopt echter zonder al te veel problemen.
De twee mannen nemen bij een van de etappes een verboden binnenweg. Victor heeft het bedrog door. Op dat moment blijkt ook dat de wagen van Ferarro, een topcoureur die zijn comeback maakt na een zwaar auto-ongeluk, gesaboteerd te zijn. Victor wil klacht indienen tegen de twee mannen, maar een ander probleem duikt op: op het parcours, in het vorstendom Monte San Sone meer bepaald, zijn drie casino's beroofd. De race komt echter niet in gedrang, maar de vrees bestaat dat de dieven van de aanwezigheid van de race gebruik zullen maken.
De route in Monte San Sone wordt enkel gereden door de 20 beste coureurs. De etappe daarvoor is dus een afvallingsrace. In die etappe komen verdacht veel technische problemen voor: sabotage. Victors tank lijkt leeggemaakt, maar meneer Pijpers kan hem daarbij helpen. Ook miss Borgward, de enige en eerste vrouw in de race, krijgt pech. Meneer Pijpers kan ook haar auto repareren, maar merkt dat die gesaboteerd is. De race gaat door: Victor, miss Borgward en de twee valsspelers horen nog steeds bij de 20 beste.
In het hotel in Monte San Sone waar de coureurs verblijven, stoot Steven op de twee valsspelers. Hij achtervolgt ze en ziet ze iets met hun eigen auto doen, met hulp van twee hotelbedienden. Steven denkt dat ze hun eigen auto saboteren om de verdenking van sabotage van zich af te kunnen schudden. Steven slaat 3 mannen neer, maar de vierde spuit met een brandblusapparaat op Steven. Die krijgt een verkoudheid en verliest zijn kracht. Op dat moment komt ook de hoteleigenaar in de garage aan. Kort daarna duiken ook Victor, meer Pijpers en Ferarro op in de garage. Pijpers wilde de sabotage bewijzen met het wiel van miss Borgward, maar de hoteleigenaar houdt hen tegen: hij blijkt de baas van de twee valsspelers te zijn. Dat die de auto's hadden gesaboteerd, was nodig om in Monte San Sone binnen te geraken. Ferarro blijkt zijn auto echter zelf te hebben gesaboteerd omdat hij wilde verdoezelen dat zijn zwaar auto-ongeluk hem paniekerig en traag had gemaakt in de bergen.
Om geen paniek te veroorzaken in de race worden Pijpers, Victor en Ferarro weer vrijgelaten. Steven wordt echter gegijzeld zodat zij niet zouden spreken over het voorval.
De race gaat de volgende dag door. Victor hoort iemand niezen in de wagen van de twee saboteurs: de verkouden Steven. Victor gaat de wagen achterna, ook al wijkt die af van het parcours. De mannen nemen Victor onder vuur en zijn auto crasht. Ferarro is hem echter gevolgd en biedt zijn hulp aan. De topcoureur kan de kogels ontwijken. Intussen wordt Stevens verkoudheid beter. Hij krijgt zijn kracht terug, sleurt de mannen uit de auto en laat die tegen een boom te pletter slaan. De stoelen zijn gescheurd en een hele lading geld vliegt eruit. Op dat moment komt ook meneer Pijpers per helikopter aan: hij had Steven ook horen niezen en was de auto komen volgen. De hoteldirecteur was dankzij hem al opgepakt.
Dan vallen de puzzelstukjes in elkaar: de twee mannen waren hun autostoelen aan het monteren toen Steven ze voor het eerst betrapte. Ze moesten zo nodig bij de eerste 20 zijn om Monte San Sone binnen te geraken om daar het gestolen geld in de stoelen te laten stoppen. Daarna wilden ze met het geld wegrijden. Het brein achter de hele organisatie bleek de hoteleigenaar te zijn.
Ferarro stopt met autorijden, maar wil graag een eigen renstal beginnen en vraagt Victor zijn coureur te worden. De race gaat nog door en wordt gewonnen door miss Borgward, die Victor een kus als dank geeft.